# Тяжёлая атлетика на летней Универсиаде 2013
Соревнования по тяжёлой атлетике на XXVII Всемирной Летней Универсиаде прошли с 7 по 12 июля.

## Медалисты

### Мужчины
| Вид          | Золото                | Серебро                     | Бронза           |
| ------------ | --------------------- | --------------------------- | ---------------- |
| До 56 кг     | Сюй Цзиньгуй          | Сурахмат Бин Сувито Виджойо | Олег Сырги       |
| До 62 кг     | Фархад Харки          | Чха Гым Чхоль               | Ёити Итокадзу    |
| До 69 кг     | Фирудин Гулиев        | Джабер Бехрузи              | Бернарден Матам  |
| До 77 кг     | Расул Тагиан Чадегани | Улугбек Алимов              | Дмитрий Хомяков  |
| До 85 кг     | Апти Аухадов          | Артём Окулов                | Габриэл Сынкрэян |
| До 94 кг     | Александр Иванов      | Александр Зайчиков          | Кендрик Фэррис   |
| До 105 кг    | Руслан Нурудинов      | Андрей Деманов              | Давид Беджанян   |
| Свыше 105 кг | Руслан Албегов        | Бахадор Мулаеи              | Магомед Абуев    |

### Женщины
| Вид         | Золото           | Серебро              | Бронза                 |
| ----------- | ---------------- | -------------------- | ---------------------- |
| До 48 кг    | Сяо Хунъюй       | Пэк Иль Хва          | Панида Хамсри          |
| До 53 кг    | Канаэ Яги        | Киттима Сутанан      | Айшегюль Чобан         |
| До 58 кг    | Го Синчжунь      | Чхве Хё Сим          | Пимсири Сирикаев       |
| До 63 кг    | Пён Ён Ми        | Карина Горичева      | Ким Су Гён             |
| До 69 кг    | Оксана Сливенко  | Хун Ван Тин          | Манзурахон Мамасалиева |
| До 75 кг    | Ольга Зубова     | Надежда Евстюхина    | Мари-Эве Бошмен-Надо   |
| Свыше 75 кг | Татьяна Каширина | Читчанок Пулсабсакул | Ли Хисоль              |